# Nomada consobrina
Nomada consobrina là một loài Hymenoptera trong họ Apidae. Loài này được Dufour mô tả khoa học năm 1841.